# Martinroda
Martinroda est une municipalité allemande du land de Thuringe, dans l’arrondissement d'Ilm, au centre de l’Allemagne.